# Steinberg am Rofan
Pour les articles homonymes, voir Steinberg.
Steinberg am Rofan est une commune autrichienne du district de Schwaz dans le Tyrol.

## Histoire
La région a été occupée par les Étrusques, comme en témoignent les Inscriptions étrusques de l'Achensee, découvertes en 1957 sur le territoire de la commune.